# 登坂哲朗
登坂哲朗（日语：／ Noborisaka Tetsurō，1934年2月12日—1978年8月30日），日本前男子篮球运动员，毕业于庆应义塾大学。他曾代表日本参加1956年夏季奥运会男子篮球比赛，最终队伍获得第十名。